# Theodor Peckolt
Theodor Peckolt (13 de julio de 1822-21 de septiembre de 1912) fue un naturalista, botánico, fitoquímico, y farmacéutico alemán que trabajó en Brasil desde 1847 a 1912, analizando las propiedades químicas y medicinales de la flora brasileña. También recorrió el noreste de Argentina.

## Eponimia
Género
- (Asclepiadaceae) Peckoltia E.Fourn.[1]

Especies
- (Araceae) Monstera peckoltii K.Krause[2]
- (Balanophoraceae) Lathrophytum peckoltii Eichl.[3]
- (Bignoniaceae) Callichlamys peckoltii Bureau ex K.Schum.[4]
- (Fabaceae) Lonchocarpus peckoltii Wawra[5]
- (Malpighiaceae) Bronwenia peckoltii W.R.Anderson & C.Davis[6]
- (Rubiaceae) Uragoga peckoltiana (Müll.Arg.) Kuntze[7]
- (Rutaceae) Conchocarpus peckoltii Pharm ex Wehmer[8]